# Плаванган

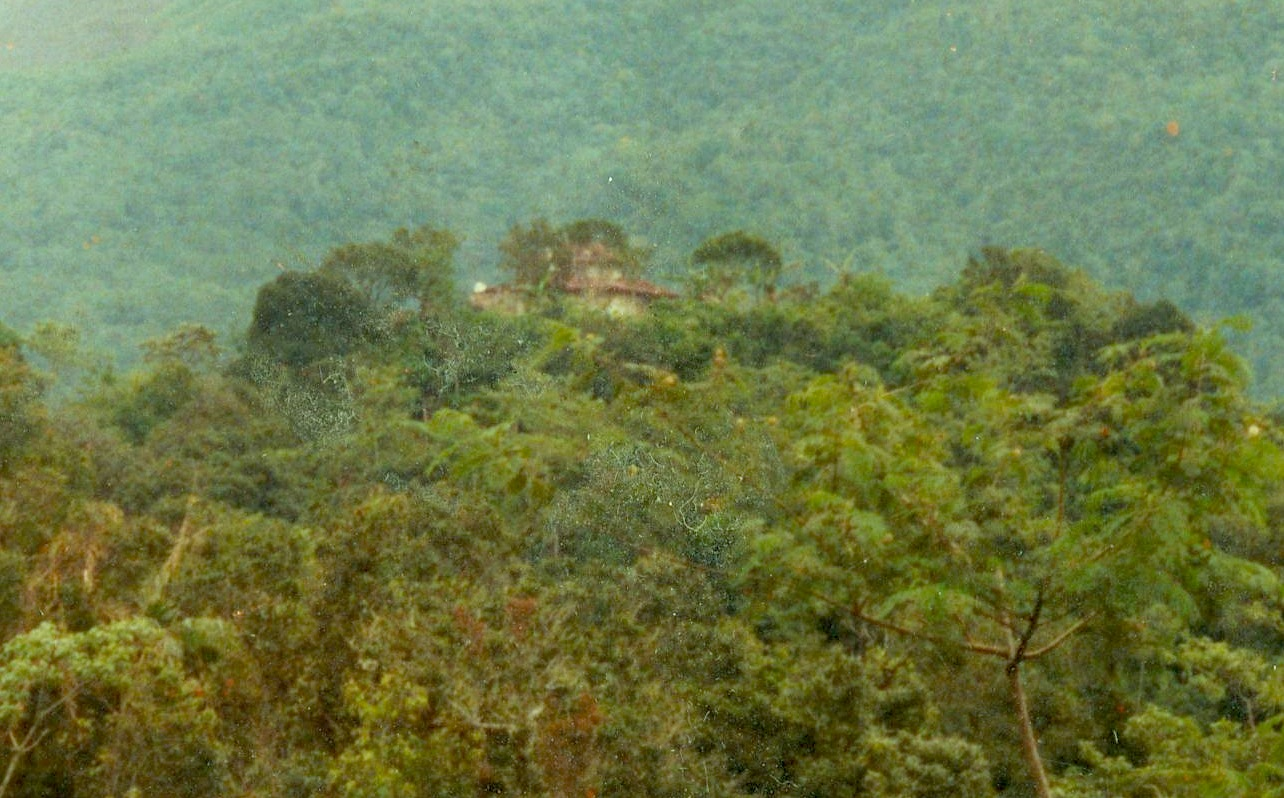
Плаванганский вулканологический наблюдательный пункт в 1985 году, на заднем плане лесные склоны горы Мерапи

Плаванган — холм над городом Калиуранг, на южных склонах Гунунг Мерапи, Центральная Ява, в Индонезии. Находится к востоку от Турго, который является еще одним поименованным холмом над Калиурангом. 
Ранее являвшийся вулканологическим постом индонезийской службы вулканологии, он был заброшен в 1990-х годах из-за серьезных южных пирокластических потоков и газовых облаков. Под его западной стороной находятся большие искусственные пещеры и туннели, которые, по словам местных жителей, были сделаны по приказу японской военной администрации во время Второй мировой войны. 
Холм также расположен в природном заповеднике Плаванган Турго, почти на 200 гектарах на склоне Мерапи, в котором обитают редкие животные и растения.

## Внешние ссылки
- Context in 1994 eruption of Merapi Архивная копия от 16 октября 2008 на Wayback Machine